# Hugh Tennant MacMullen
Hugh Tennant MacMullen, britanski general, * 1892, † 1946.